# 唐师曾
唐师曾（1961年1月24日—），男，籍贯江苏无锡，生于北京，中国记者，以野外摄影、中东摄影著称，外号唐老鸭。

## 生平
1979年到1983年，就读于北京大学国际政治系。1983年到1986年，在中国政法大学政治系任教。1986年开始在新华社工作，此后在长城、可可西里、秦岭参与野外拍摄。1989年，获中国人民解放军二级坦克驾驶执照。1990年，在伊拉克拍摄采访。1991年—1993年，任新华社驻中东记者，参访了不少该地区政治领导人物。 1995年，同中国科学探险协会前往湖北神农架考察。1996年，驾车周游美国。1997年，患再生障碍性贫血住院，可能是由于在伊拉克时受了核辐射所致。2002年，从北京驾车到达珠峰大本营。2003年，从北京开始单人驾车，环游巴基斯坦、阿富汗、印度、尼泊尔等国。2004年，独自驾车访问欧亚非、太平洋的二战战场。现注册bilibili账号［和平鸭唐师曾］

## 著作
- 1990年，《我从战场归来》
- 1998年，《我钻进了金字塔》
- 2000年，《重返巴格达》
- 2002年，《我在美国当农民》
- 2004年，《我第三个愿望》
- 2005年，《我的诺曼底》
- 2006年，《一个人的远行》
- 2007年，《唐师曾：我说》
- 2008年，《唐师曾：黄河的联想》